# Flecha Valona 1980
La 44.ª edición de la clásica ciclista Flecha Valona se celebró en Bélgica el 17 de abril de 1980 sobre un recorrido de 248 kilómetros.

## Equipos participantes
| Equipos ciclistas profesionales (18)- Gis Gelati - Miko-Mercier-Vivagel - Renault-Gitane - Splendor-Admiral - TI-Raleigh-Creda - Peugeot-Esso-Michelin - DAF Trucks-Lejeune - Bianchi-Piaggio - Safir-Ludo - Magniflex-Olmo - Cilo-Aufina - Puch-Sem-Campagnolo - IJsboerke-Warncke Eis - Boston-IFI-Mavic - Marc-Carlos-V.R.D.-Woningbouw - HB Alarmsystemen - Vermeer-Thijs-Mini-Flat - Eurobouw-Cambio Rino |
| |

## Clasificación final
| \| Clasificación general \| Clasificación general \| Clasificación general \| Clasificación general \| Clasificación general \| \| Ciclista \| Ciclista \| Equipo \| Tiempo \| \| \| --------------------- \| -------------------------- \| --------------------- \| --------------------- \| --------------------- \| \| 1.º \| Giuseppe Saronni \| Gis Gelati \| 6 h 29 min 00 s \| \| \| 2.º \| Sven-Åke Nilsson \| Miko-Mercier-Vivagel \| + 2 s \| \| \| 3.º \| Bernard Hinault \| Renault-Gitane \| + 1 min 40 s \| \| \| 4.º \| Guido Van Calster \| Splendor-Admiral \| + 1 min 40 s \| \| \| 5.º \| Jean-René Bernaudeau \| Renault-Gitane \| + 1 min 40 s \| \| \| 6.º \| Henk Lubberding \| TI-Raleigh-Creda \| + 1 min 40 s \| \| \| 7.º \| Hennie Kuiper \| Peugeot-Esso-Michelin \| + 1 min 40 s \| \| \| 8.º \| Jo Maas \| DAF Trucks-Lejeune \| + 1 min 40 s \| \| \| 9.º \| Gianbattista Baronchelli \| Bianchi-Piaggio \| + 1 min 40 s \| \| \| 10.º \| Joop Zoetemelk \| TI-Raleigh-Creda \| + 1 min 40 s \| \| \| 11.º \| Raymond Martin \| Miko-Mercier-Vivagel \| + 1 min 40 s \| \| \| 12.º \| Herman Van Springel \| Safir-Ludo \| + 4 min 01 s \| \| \| 13.º \| Willy Vigouroux \| Safir-Ludo \| + 4 min 09 s \| \| \| 14.º \| Pascal Simon \| Peugeot-Esso-Michelin \| + 4 min 09 s \| \| \| 15.º \| Johan van der Velde \| TI-Raleigh-Creda \| + 4 min 09 s \| \| \| 16.º \| Marino Amadori \| Magniflex-Olmo \| + 4 min 09 s \| \| \| 17.º \| Jacques Verbrugge \| DAF Trucks-Lejeune \| + 4 min 09 s \| \| \| 18.º \| Gody Schmutz \| Cilo-Aufina \| + 4 min 09 s \| \| \| 19.º \| René Martens \| DAF Trucks-Lejeune \| + 4 min 09 s \| \| \| 20.º \| René Bittinger \| Puch-Campagnolo-Sem \| + 4 min 09 s \| \| \| 21.º \| Ennio Vanotti \| Bianchi-Piaggio \| + 4 min 09 s \| \| \| 22.º \| Ludo Peeters \| IJsboerke-Warncke Eis \| + 4 min 09 s \| \| \| 23.º \| Daniel Willems \| IJsboerke-Warncke Eis \| + 4 min 14 s \| \| \| 24.º \| Silvano Contini \| Bianchi-Piaggio \| + 4 min 14 s \| \| \| 25.º \| Jean-Philippe Vandenbrande \| Safir-Ludo \| + 7 min 49 s \| \| |                            |                       |                 |
| |                            |                       |                 |
| Fuentes: ProCyclingStats Cycling Archives |                            |                       |                 |
| Clasificación general |                            |                       |                 |
| Ciclista | Ciclista                   | Equipo                | Tiempo          |
| 1.º | Giuseppe Saronni           | Gis Gelati            | 6 h 29 min 00 s |
| 2.º | Sven-Åke Nilsson           | Miko-Mercier-Vivagel  | + 2 s           |
| 3.º | Bernard Hinault            | Renault-Gitane        | + 1 min 40 s    |
| 4.º | Guido Van Calster          | Splendor-Admiral      | + 1 min 40 s    |
| 5.º | Jean-René Bernaudeau       | Renault-Gitane        | + 1 min 40 s    |
| 6.º | Henk Lubberding            | TI-Raleigh-Creda      | + 1 min 40 s    |
| 7.º | Hennie Kuiper              | Peugeot-Esso-Michelin | + 1 min 40 s    |
| 8.º | Jo Maas                    | DAF Trucks-Lejeune    | + 1 min 40 s    |
| 9.º | Gianbattista Baronchelli   | Bianchi-Piaggio       | + 1 min 40 s    |
| 10.º | Joop Zoetemelk             | TI-Raleigh-Creda      | + 1 min 40 s    |
| 11.º | Raymond Martin             | Miko-Mercier-Vivagel  | + 1 min 40 s    |
| 12.º | Herman Van Springel        | Safir-Ludo            | + 4 min 01 s    |
| 13.º | Willy Vigouroux            | Safir-Ludo            | + 4 min 09 s    |
| 14.º | Pascal Simon               | Peugeot-Esso-Michelin | + 4 min 09 s    |
| 15.º | Johan van der Velde        | TI-Raleigh-Creda      | + 4 min 09 s    |
| 16.º | Marino Amadori             | Magniflex-Olmo        | + 4 min 09 s    |
| 17.º | Jacques Verbrugge          | DAF Trucks-Lejeune    | + 4 min 09 s    |
| 18.º | Gody Schmutz               | Cilo-Aufina           | + 4 min 09 s    |
| 19.º | René Martens               | DAF Trucks-Lejeune    | + 4 min 09 s    |
| 20.º | René Bittinger             | Puch-Campagnolo-Sem   | + 4 min 09 s    |
| 21.º | Ennio Vanotti              | Bianchi-Piaggio       | + 4 min 09 s    |
| 22.º | Ludo Peeters               | IJsboerke-Warncke Eis | + 4 min 09 s    |
| 23.º | Daniel Willems             | IJsboerke-Warncke Eis | + 4 min 14 s    |
| 24.º | Silvano Contini            | Bianchi-Piaggio       | + 4 min 14 s    |
| 25.º | Jean-Philippe Vandenbrande | Safir-Ludo            | + 7 min 49 s    |